# Операція «Ентеббе»
Операція Ентеббе (інша назва «Кульова блискавка») — операція ізраїльських спецслужб по вивезенню заручників з території Уганди у липні 1976 року.

## Передісторія
Необхідність в операції була спричинена захопленням літака Air France, що виконував рейс Тель-Авів — Париж, палестинськими бойовиками «Народного фронту визволення Палестини» та німецькими терористами з марксистської організації «Революційні осередки (ФРН)». Терористи проникли на борт літака в Афінах, де він здійснював проміжну посадку. В афінському аеропорту в цей час проходив страйк наземного персоналу, завдяки чому терористів практично ніхто не оглядав. Чотири терористи - два німці і два палестинці - зуміли пронести на борт стрілецьку зброю і гранати.
Рейс з Тель-Авіва в Париж, після зупинки в Афінах був терористами змінений в напрямку Ентеббе, головного аеропорту Уганди, з проміжною посадкою в лівійському аеропорту Бенгазі.
28 червня о 3:30 ночі захоплений терористами НФВП літак приземлився в аеропорту Ентеббе. Диктатор Уганди Іді Амін був проінформований про викрадення з самого початку, вітав їх особисто. В Уганді до викрадачів приєдналася ще одна група палестинських терористів.
Вже наступного дня терористи відокремили євреїв від представників інших національностей; пасажирів з неізраїльськими паспортами відпустили. Серед заручників було 248 пасажирів та 12 членів екіпажу (французи).
Після звільнення неізраїльтян кількість заручників зменшилась до 106. Французи не захотіли кидати літак і залишилися із заручниками.
Палестинці оголосили Ізраїлю ультиматум, згідно з яким в обмін на заручників мали бути звільнені 53 арабські терористи, що утримувались у ізраїльських тюрмах. Довгий час вважалося, що Ізраїль намагався знайти дипломатичне вирішення питання і не залишалося іншого виходу, крім як розробити план атаки. Однак розсекречені в 2015 році Ізраїлем документи свідчать, що з самого початку планувався силовий варіант операції, а переговори були тільки відволікальним маневром.

## Операція
У плануванні операції брали участь начальник Генерального штабу Армії оборони Ізраїлю Мордехай Гур, начальник оперативного відділу військової розвідки (АМАН) Егуд Барак (згодом прем'єр-міністр Ізраїлю), командувач ізраїльськими ВПС Беньямін (Бені) Пелед, командир підрозділу особливого призначення підполковник Йонатан Нетаньягу (старший брат прем'єр-міністра Ізраїлю у 1996—1999 рр. і з 2009 року Біньяміна Нетаньягу).

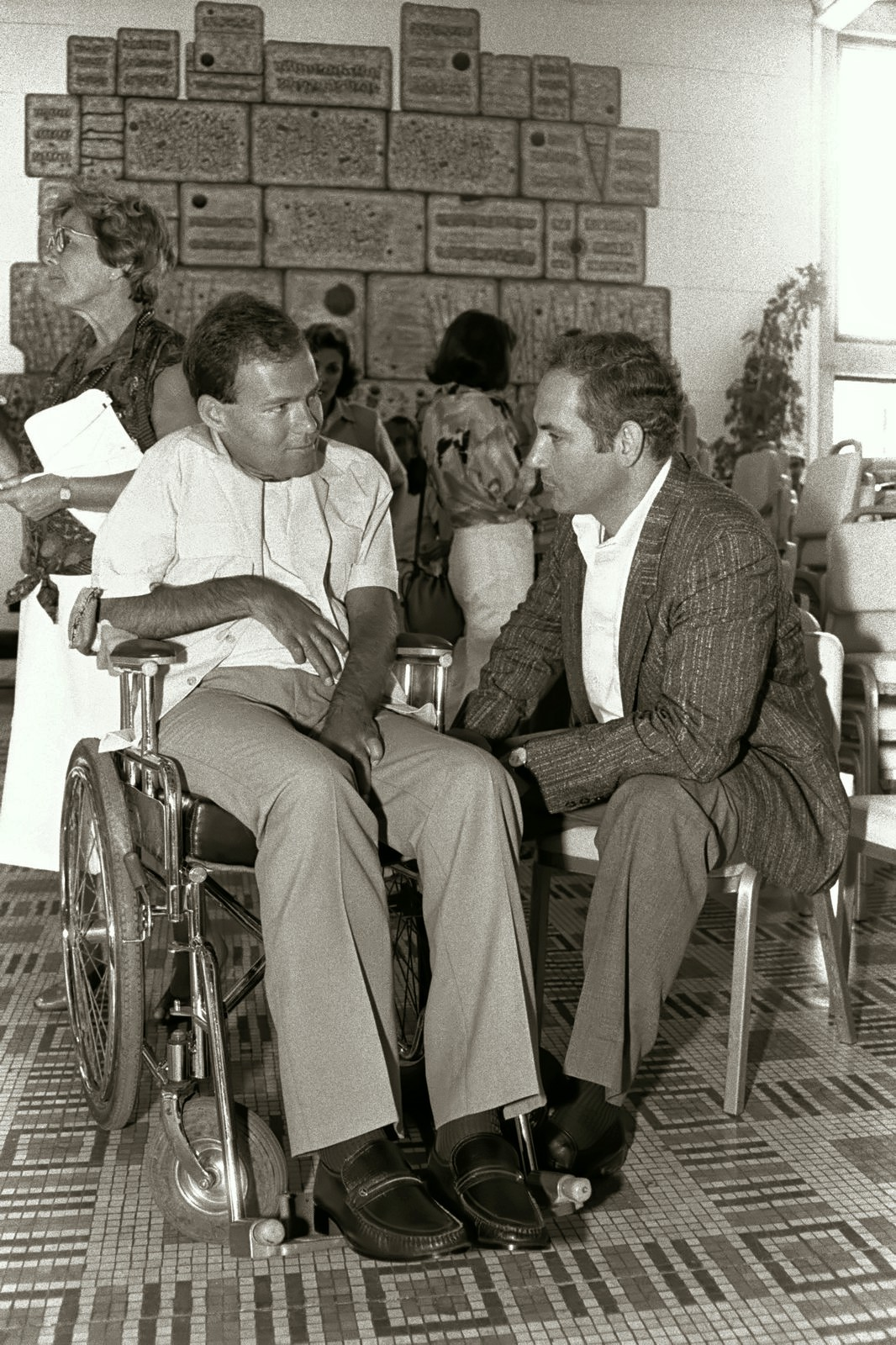
Беньямін Нетаньягу розмовляє з Соріном Хершко, важко пораненим під час операції. Єрусалим, будинок президента, 2 липня 1986 року

Серед ізраїльських військових фахівців було чимало тих, хто до приходу до влади Іді Аміна перебували в аеропорту Ентеббе як військові радники армії Уганди. Через це ізраїльським військовим був досконально відомий план аеропорту. На одній з авіабаз Ізраїлю в терміновому порядку збудували макет аеропорту Ентеббе, і десантники кілька разів на день штурмували його, домагаючись необхідної злагодженості дій.
4 липня 1976 року чотири військово-транспортні літаки С-130 «Геркулес», які мали доставити ізраїльську штурмову групу під командуванням підполковника Йонатана Нетаньягу до аеропорту Ентеббе для звільнення заручників, піднялися в повітря. Щоб уникнути виявлення єгипетським, саудівськими та суданськими радарами, більшу частину шляху в чотири тисячі кілометрів величезні машини були змушені триматися на висоті не більше 30 метрів.
О 23:18 того ж дня перший з «Геркулесів» приземлилися в аеропорту «Ентеббе».
Згідно із задумом операції, близько 100 командос, на двох джипах і одному чорному Мерседесі, який мав виконувати роль автівки президента Уганди Іді Аміна, котрий якраз в цей час мав прилетіти в аеропорт з Маврикія, імітували кортеж високопосадовця. Ізраїльтяни були переодягнені в угандійську форму, що мало забезпечити ефект раптовості.

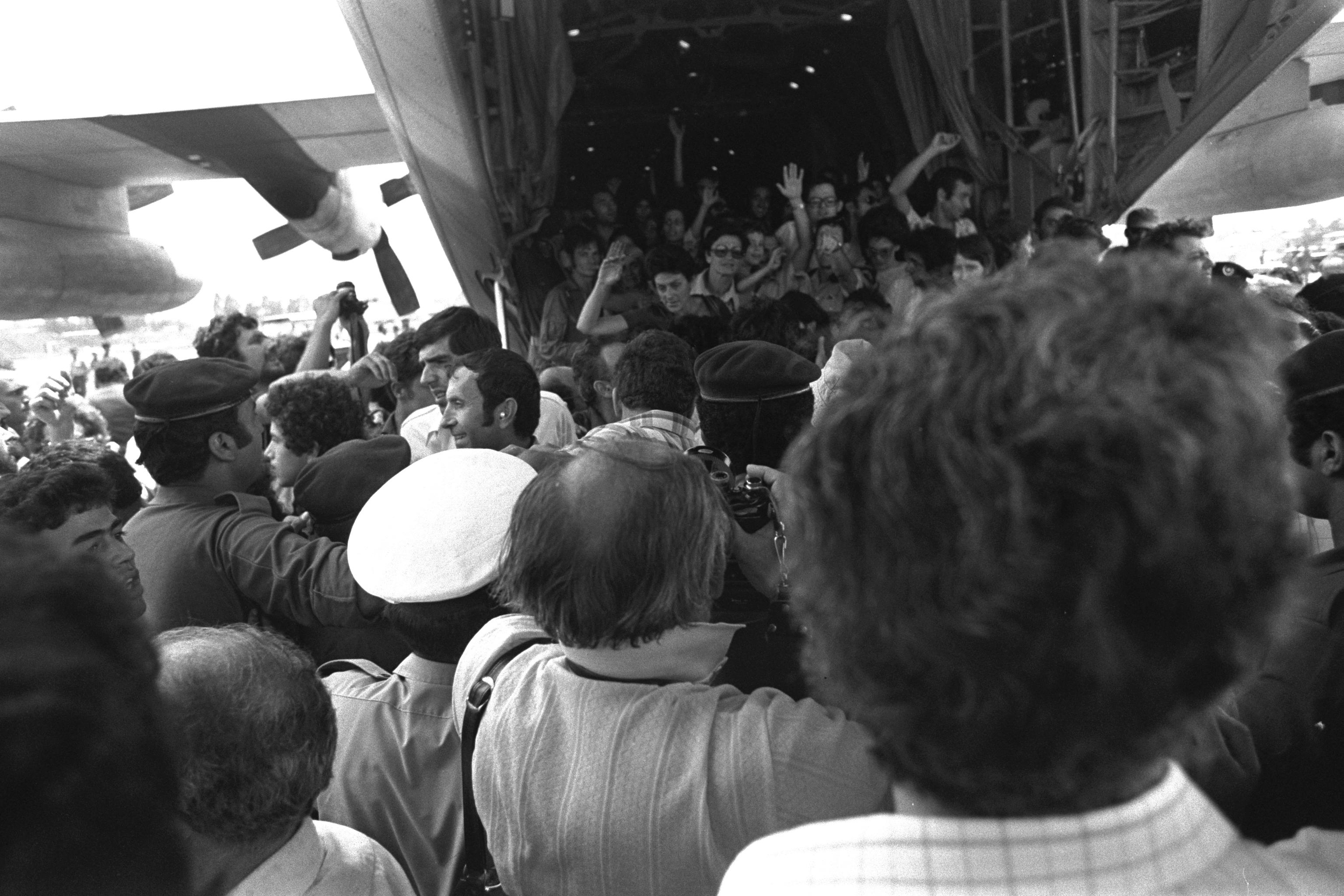
Зустріч визволених заручників в аеропорту Бен-Гуріона

І хоча цей задум частково не вдався (ізраїльські військові не знали, що буквально напередодні угандійський диктатор змінив свій «Мерседес» на білий «Роллс-ройс», тому спецназівців було викрито передчасно), завдання було виконане: в ході операції Ентеббе ізраїльські спецназівці знищили всіх терористів і евакуювали 102 із 106 заручників. Паралельно інша група командос в той же час підірвала угандійські винищувачі МіГ-17 та МіГ-21, щоб ліквідувати можливість повітряної погоні. Третя група, що блокувала аеропорт зовні, знищила загін угандійських військових, який намагався прорватися до аеропорту. В ході всієї операції, що тривала 53 хвилини, було поранено чотирьох спецназівців. В останні хвилини, прикриваючи посадку своїх підлеглих на літак, від кулі снайпера загинув командир операції Йонатан Нетаньягу. Пізніше спецоперація була перейменована на «Йонатан» — на честь загиблого офіцера. Також при штурмі загинуло троє заручників, ще п'ятеро було поранено. Одна заручниця-ізраїльтянка Дора Блох, котра перед тим була госпіталізована через важке харчове отруєння, пізніше була страчена владою Уганди в помсту за операцію.
Значну допомогу в операції надала Кенія, дозволивши літакам із заручниками для дозаправки пального приземлитися в аеропорту Найробі. Там же на ізраїльтян чекали два Боїнги, на яких ті повернулися додому.

## Міжнародна реакція
Операцію «Ентеббе» спробували засудити в Раді Безпеки Організації Об'єднаних Націй (проте жодної засуджуючої резолюції прийнято не було). Представники Радянського Союзу і арабських держав звинуватили Ізраїль в «кричущому порушенні суверенітету Уганди». Більшість країн вільного світу привітало Ізраїль з видатним успіхом в боротьбі з міжнародним тероризмом. Західна Німеччина назвала операцію «актом самозахисту», Швейцарія і Франція похвалили Ізраїль за проведену операцію. Представники США і Сполученого Королівства похвалили операцію, назвавши рейд Ентеббе «неможливою операцією». Президент США Джеральд Форд привітав Ізраїль із завершенням безпрецедентної військової операції.

## Галерея «Аеропорт Ентеббе»

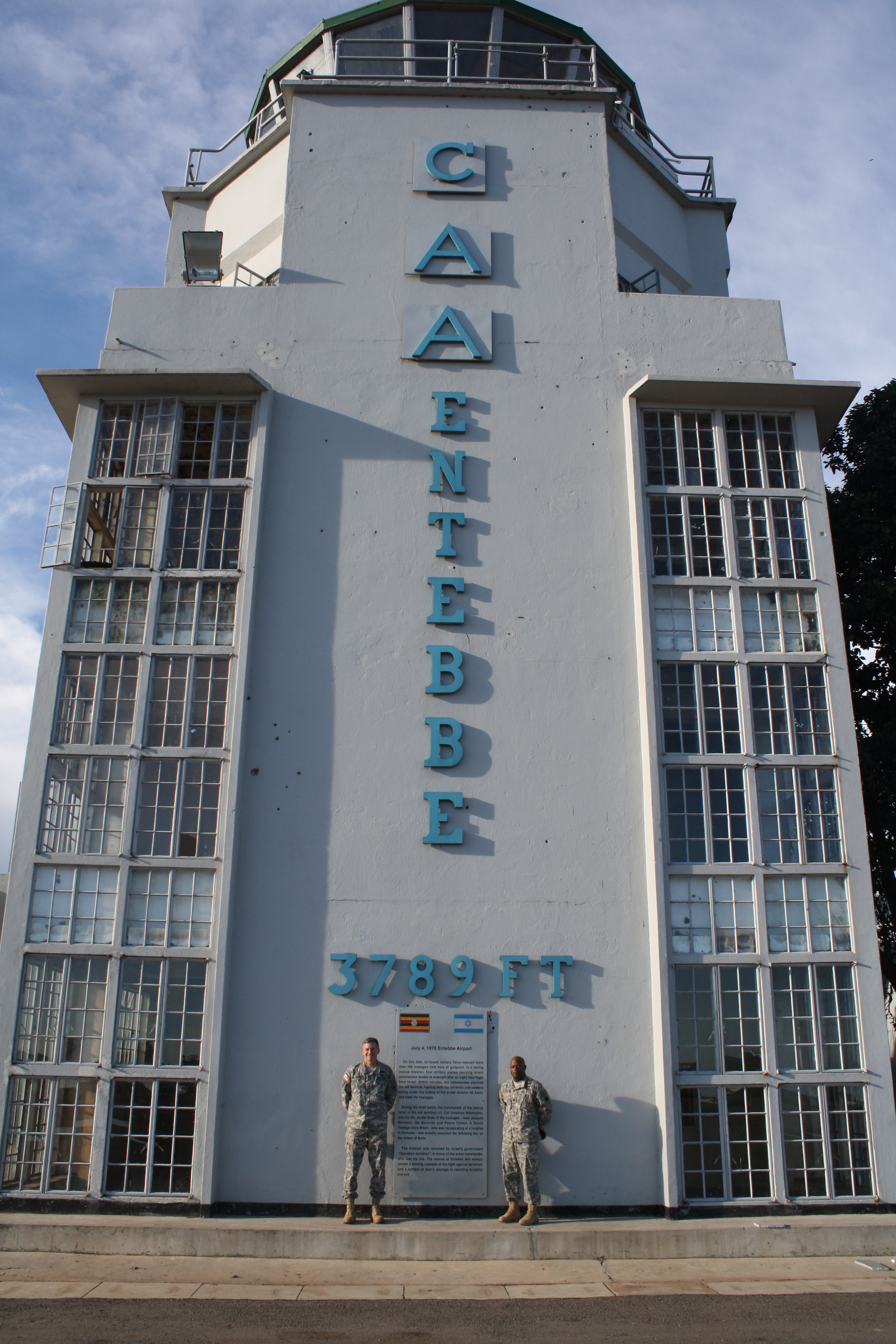
Будівля старого терміналу з переднього плану.
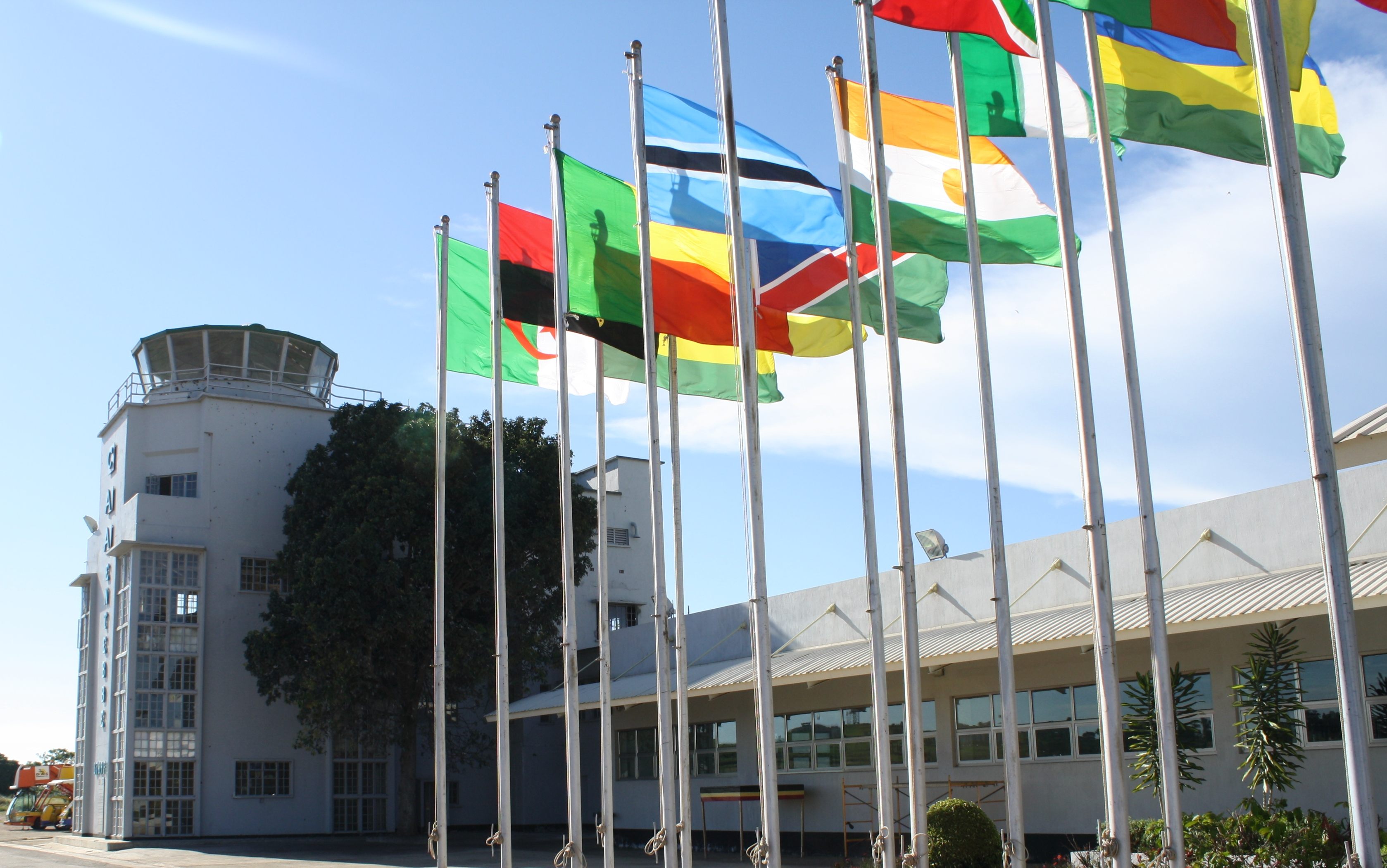
Будівля старого терміналу у 2009 році.
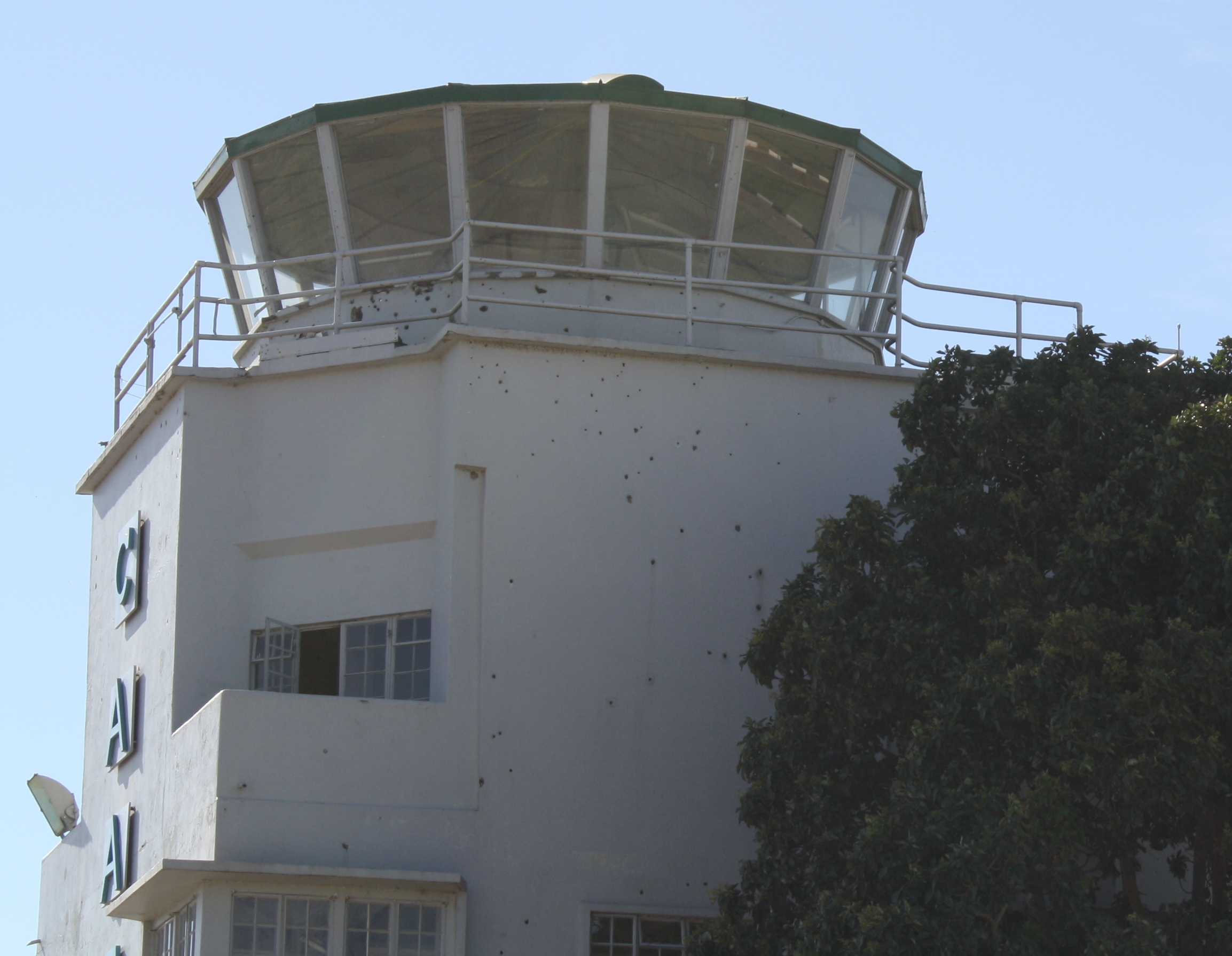
Диспетчерська вежа зблизька.
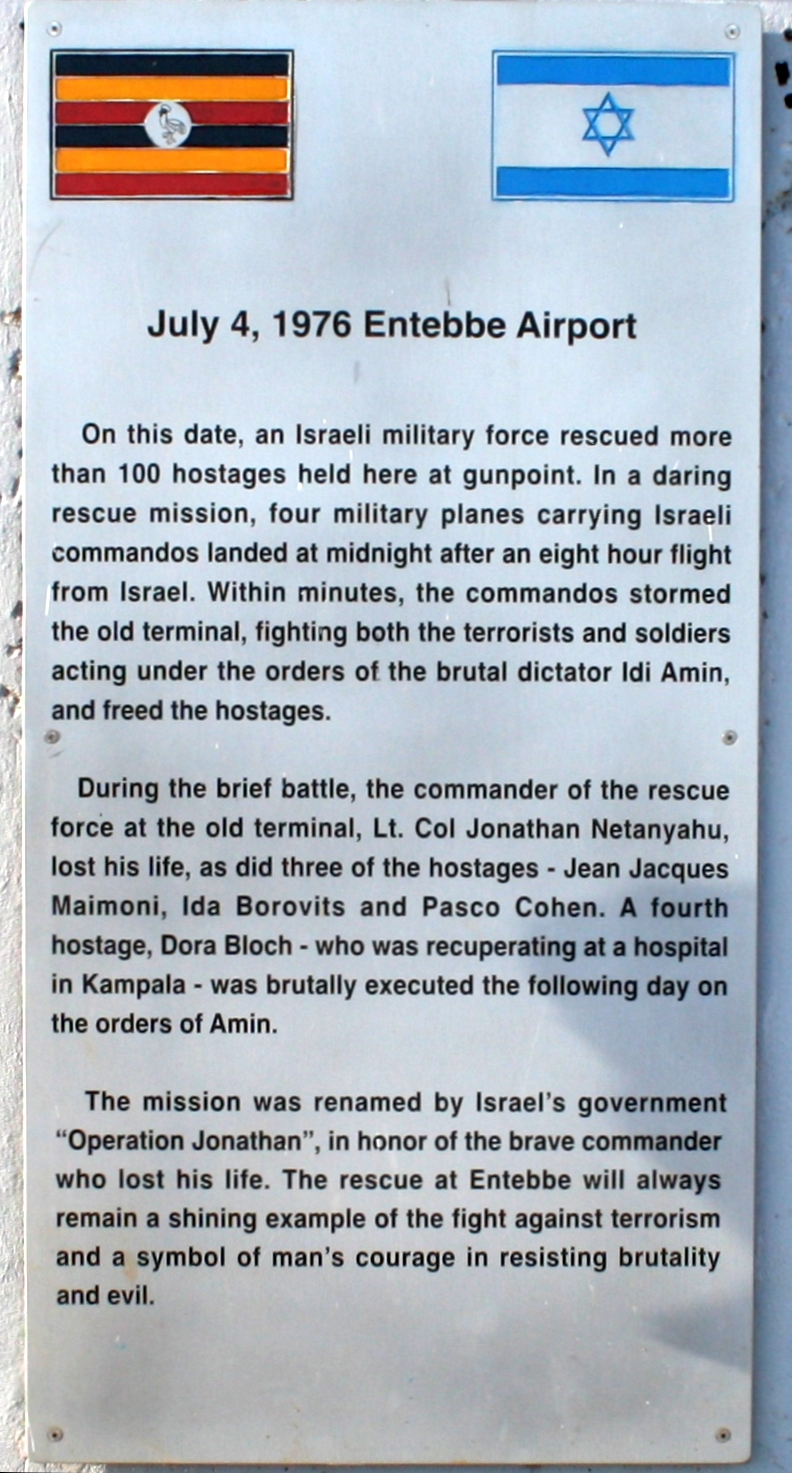
Настінна дошка у будівлі старого терміналу.
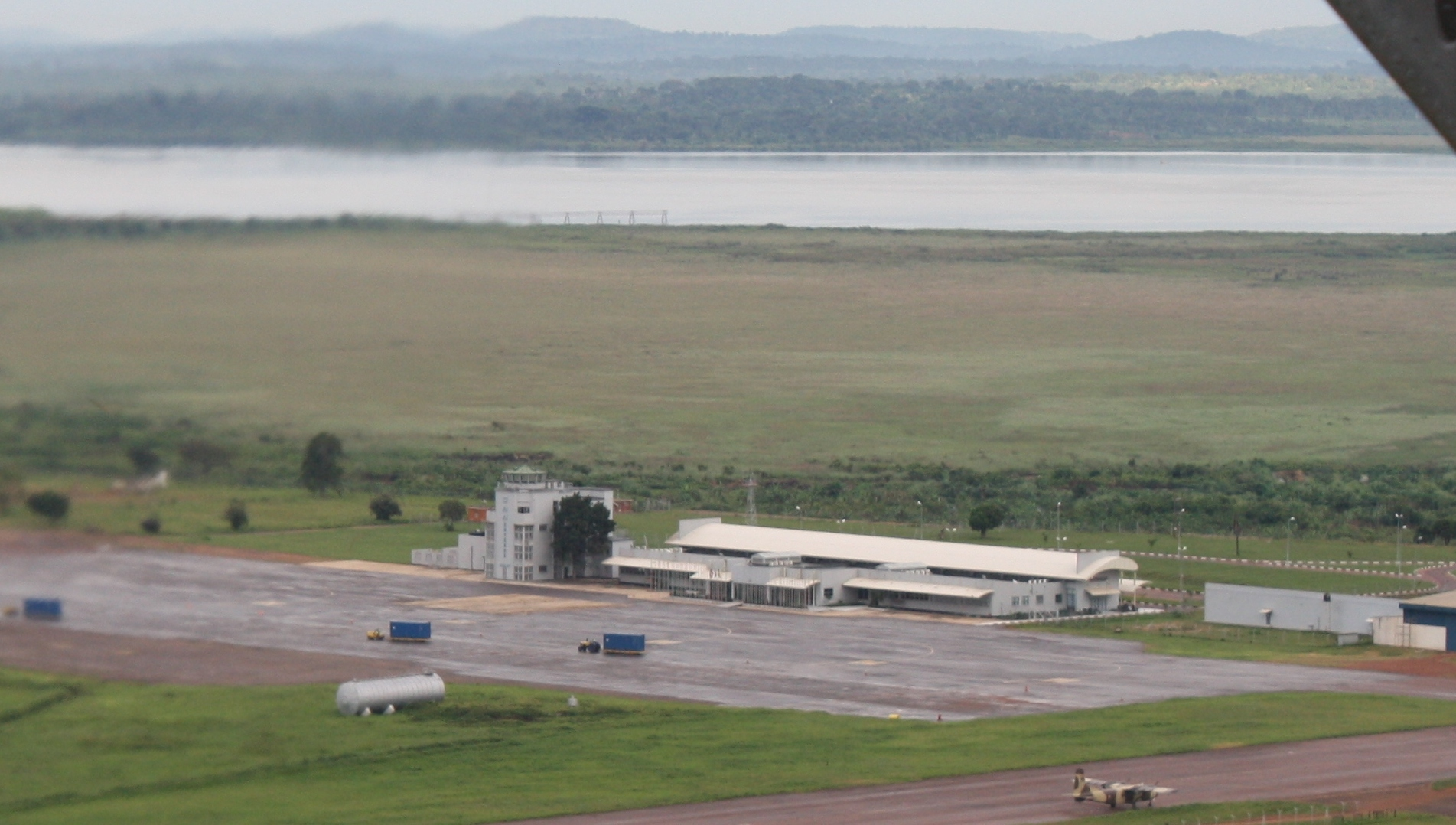
Будівля старого терміналу міжнародного аеропорту Ентеббе, вигляд з повітря.